# João Manuel Mena Barreto
João Manuel Mena Barreto (Porto Alegre, 24 de janeiro de 1824 — Peribebuí, 12 de agosto de 1869) foi um militar brasileiro.

## Vida
É um dos ascendentes de uma tradicional família brasileira do Rio Grande do Sul: os Mena Barreto. Filho legitimado de João de Deus Mena Barreto, visconde de São Gabriel, e Maria Joaquina de Almeida, meio-irmão de João Propício Mena Barreto, barão de São Gabriel por parte de pai. Casou-se com Maria Balbina Palmeiro da Fontoura, em 27 de agosto de 1849.
Participou das campanhas do Uruguai, sendo promovido a coronel, por merecimento, em 18 de fevereiro de 1865, após a batalha de Paysandu.

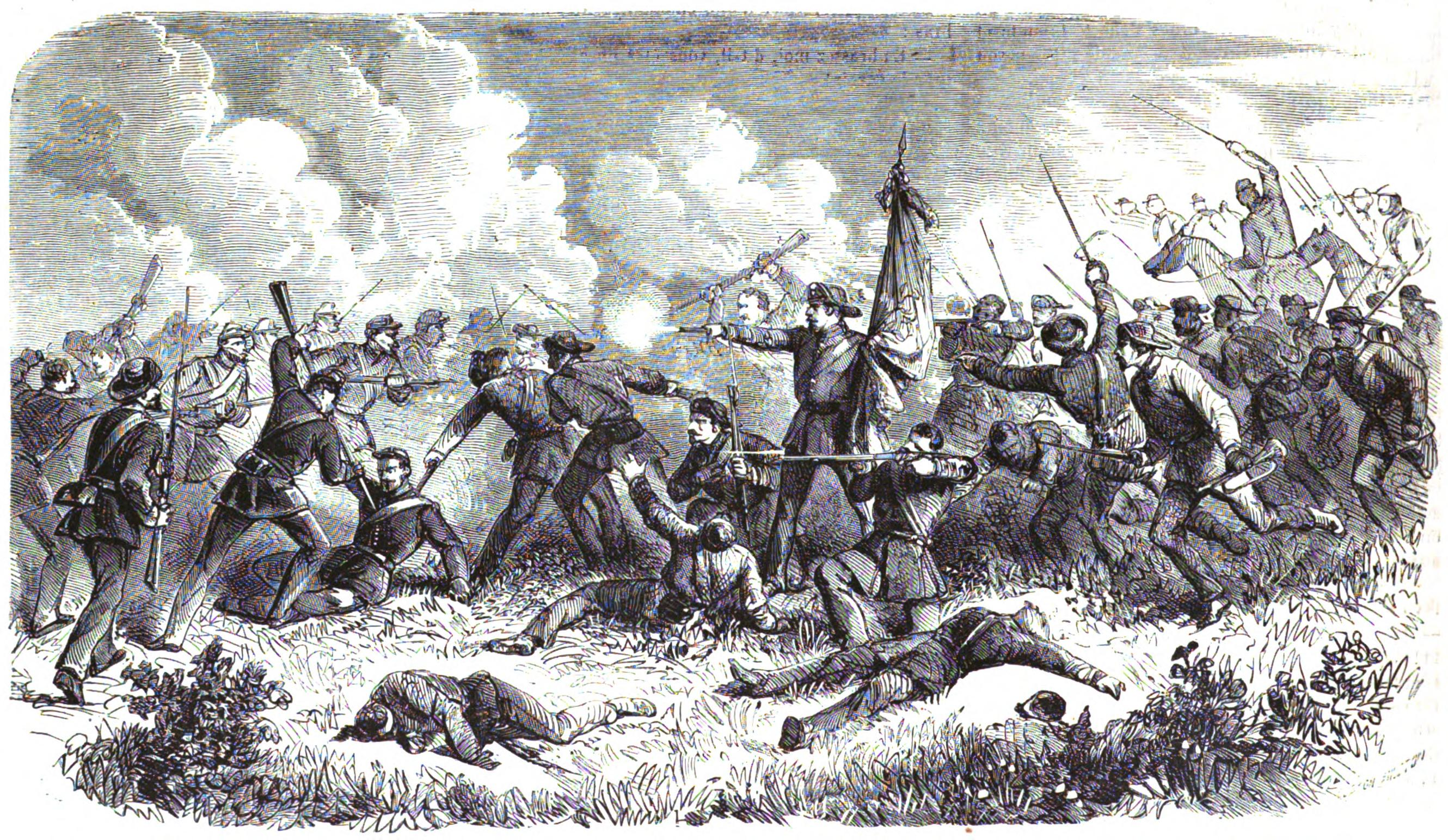
Combate de São Borja (10 de junho de 1865): o 1° Batalhão de Voluntários da Pátria defendendo sua bandeira dos paraguaios (L'Illustration, 1865).

Enviado ao Paraguai, no primeiro semestre de 1865, como comandante do 1° batalhão de Voluntários da Pátria, foi informado, perto de São Borja, da invasão do Rio Grande do Sul. Deslocou, então, a sua tropa para a defesa do território brasileiro. Conforme descreve o vigário de São Borja, acerca do combate de 10 de junho de 1865, foi decisiva a ação do 1° Batalhão de Voluntários da Pátria, sob o comando de João Manuel Mena Barreto, "quando fazia o seu batismo de sangue e merecia a gratidão eterna das famílias de São Borja, das quais foi o salvador. Viu-se dentro da vila um espetáculo que é impossível descrever. A população estremecia de susto, e as ruas estavam cheias de povo. Este espetáculo comoveu o coronel Mena Barreto e o determinou a atacar os paraguaios. Durante horas que fez frente ao inimigo, várias vezes, com diversas cargas, a vila de São Borja ficou despovoada". A decisão dos paraguaios de só tomarem São Borja após transporem o rio – com um contingente total de cinco mil homens, de que dispunha o seu exército – foi ocasionada pela impressão de serem estes heróis uma vanguarda do exército brasileiro. Disso se valeu o coronel João Manuel para efetuar, à noite, a retirada estratégica de todas as famílias sãoborjenses.     

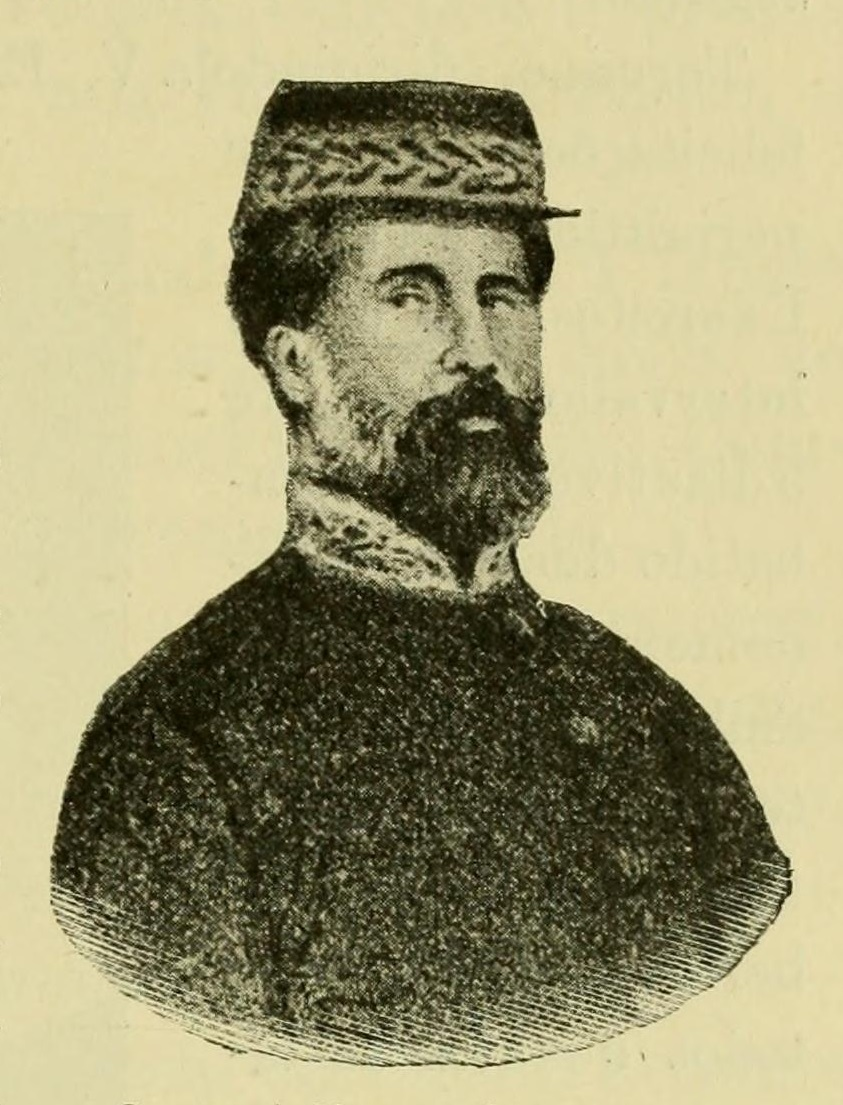
General João Manuel Mena Barreto.

Participou mais tarde do cerco a Uruguaiana, assumindo logo depois o comando de uma brigada estacionada em São Gabriel.
Foi depois chamado à Corte, onde comandou o 1° Regimento de Guarda. Não permaneceu muito tempo, desejando voltar ao combate, foi nomeado, em 1867, brigadeiro. Em novembro e dezembro do mesmo ano se destacava em combate e, no ano seguinte, lutou em Avaí e Lomas Valentinas.
Promovido ao comando da 1° Divisão de cavalaria, foi ferido a bala no combate que conquistou as fortificações de Peribebuí, vindo a falecer em 12 de agosto de 1869. Sua morte revoltou o príncipe Gastão de Orléans, conde d'Eu (marido de D. Isabel de Bragança, a última princesa imperial do Brasil), que ordenou o degolamento do coronel Pablo Caballero e do chefe político da vila, Patrício Marecos, demonstrando a influência dos Mena Barreto no sul brasileiro.
Foi condecorado com a medalha  da Campanha do Estado Oriental (1851-1852), com o grau de cavaleiro da Imperial Ordem de Cristo (1858), com o grau de cavaleiro da Ordem de São Bento de Aviz (1860), com o grau de oficial da Imperial Ordem do Cruzeiro (1865), com o grau de grande dignitário da Imperial Ordem da Rosa (1869) e com a medalha de Mérito Militar.